# Skepplanda församling
Skepplanda församling var en församling i Göteborgs stift och i Ale kommun. Församlingen uppgick 2010 i Skepplanda-Hålanda församling i ett pastorat som benämns Skepplanda pastorat.

## Administrativ historik
Församlingen har medeltida ursprung.
Församlingen var till 1864 moderförsamling i pastoratet Skepplanda och Hålanda som även omfattade Tunge och (Ale-)Skövde församlingar från 1545 samt Sankt Peders församling mellan 1545 och 1575 samt från 1660. Från 1864 till 2010 var församlingen moderförsamling i pastoratet Skepplanda, Sankt Peder och Tunge som från 1962 åter omfattade även Ale-Skövde och Hålanda församlingar. Församlingen uppgick 2010 i Skepplanda-Hålanda församling.

## Kyrkobyggnader
- Skepplanda kyrka

### Fotnoter
1. ↑  Nationell Arkivdatabas Referenskod: SE/152103000, läst: 17 juni 2018.[källa från Wikidata]
2. ↑  ”Förteckning (Sveriges församlingar genom tiderna)”. Skatteverket. 1989. http://www.skatteverket.se/privat/folkbokforing/omfolkbokforing/folkbokforingigaridag/sverigesforsamlingargenomtiderna/forteckning.4.18e1b10334ebe8bc80003999.html. Läst 17 december 2013.
3. ↑  ”Församlingar”. Statistiska centralbyrån. https://www.scb.se/hitta-statistik/regional-statistik-och-kartor/regionala-indelningar/forsamlingar/. Läst 30 december 2022.